# 東薗目
東薗目（ひがしそのめ）は、愛知県北設楽郡東栄町の大字である。小字が設置されているが丁目は設定されていない。

## 地理
東栄町の北東部に位置し豊根村、静岡県浜松市天竜区と接する。

### 山岳
- 大笹山

### 河川
- 大千瀬川
  - 大入川
  - 東薗目川

### 渓谷
- 大入渓谷

### 小字
| - 字荒シ山（あらしやま） - 字新谷（あらや） - 字猪子井戸（いこいど） - 字一ノ瀬（いちのせ） - 字井ノ木（いのき） - 字猪母久保（いもくぼ） - 字上ノ嶋（うえのしま） - 字ウトウ栃（うとうどち） - 字大入山（おおにゅうやま） - 字大入（おおにゅう） - 字大野畑（おおのばた） - 字大畑ケ（おおばたけ） - 字大松洞（おおまつぼら） - 字押山（おしやま） - 字折地（おりじ） - 字柿端（かきはた） - 字金山沢（かなやまざわ） - 字上赤羽根（かみあかばね） - 字上小沢（かみこざわ） - 字川又向（かわまたむかい） | - 字川又（かわまた） - 字熊井戸（くまいど） - 字桑木島（くわきじま） - 字琴瀬山（ことせやま） - 字三本松（さんぼんまつ） - 字下赤羽根（しもあかばね） - 字下小沢（しもこざわ） - 字下林（しもばやし） - 字下峯（しもみね） - 字下モ山（しもやま） - 字空田（そらた） - 字滝ノ澤（たきのさわ） - 字出木洞（できぼら） - 字伝地窪（でんじくぼ） - 字栃ケウツ（とちけうつ） - 字中林（なかばやし） - 字梨畑（なしばた） - 字奈良山（ならやま） - 字ヌタノ本（ぬたのもと） - 字橋沢（はしざわ） | - 字蜂巣（ばちす） - 字比枯（ひがれ） - 字平沢（ひらさわ） - 字平田（ひらた） - 字二タ合（ふたごう） - 字古川（ふるかわ） - 字古屋敷（ふるやしき） - 字細畑（ほそばた） - 字儘下（まました） - 字丸山（まるやま） - 字水ノ口（みずのくち） - 字向平（むかいだいら） - 字向保津（むかいほづ） - 字村松（むらまつ） - 字諸久保（もろくぼ） - 字焼山（やけやま） - 字湯戸（ゆど） - 字弓バ（ゆんば） - 字葭ノ島（よしのじま） |

## 歴史
北設楽郡東薗目村を前身とする。
1889年10月1日に足込、御園、東薗目、西薗目の各村が合併し園村が発足する。同日、東薗目村廃止。
1955年4月1日には本郷町と下川村、御殿村、園村の各村が合併して東栄町となる。

## 施設
- 長泉寺

## 交通
- 愛知県道429号・静岡県道293号古真立佐久間線
- 愛知県道504号・静岡県道294号御園浦川停車場線

## その他

### 日本郵便
- 郵便番号 : 449-0203[1]（集配局：東栄郵便局[3]）。

## 参考資料
- 『角川日本地名大辞典 23 愛知県』、1989年
- 『日本歴史地名大系 23 愛知県の地名』、1981年